# Ernest Hutcheson
Ernest Hutcheson   (Melbourne, 20 de juliol de 1871 - Nova York, 9 de febrer de 1951) fou un pianista, compositor i pedagog musical australià.
Va fer els seus estudis al Conservatori de Berlín i després efectuà, com a concertista de piano, nombrosos viatges en els que visità Anglaterra, Alemanya, Rússia i Amèrica. El 1916 va conèixer Mona Bates a Chautauqua i va ser el seu alumne i ajudant a la Juilliard School fins al 1920. El 1925 s'instal·là a Nova York on residí fins a la seva mort el 1951, i fou professor de piano de la Institut Peabody de Baltimore.
Entre les seves composicions figuren: Suite simfònica, Poema simfònic, estrenat a Berlín: Concert per a piano; una Simfonia; Concert per a violí, i altres moltes obres per a piano. També se li deu el tractat Elements of Technique.